# Paco Alcácer
Francisco Alcácer García, né le 30 août 1993 à Torrent (Espagne), est un footballeur international espagnol qui évolue au poste d'attaquant.

## Biographie

### Carrière professionnelle

#### Valence CF

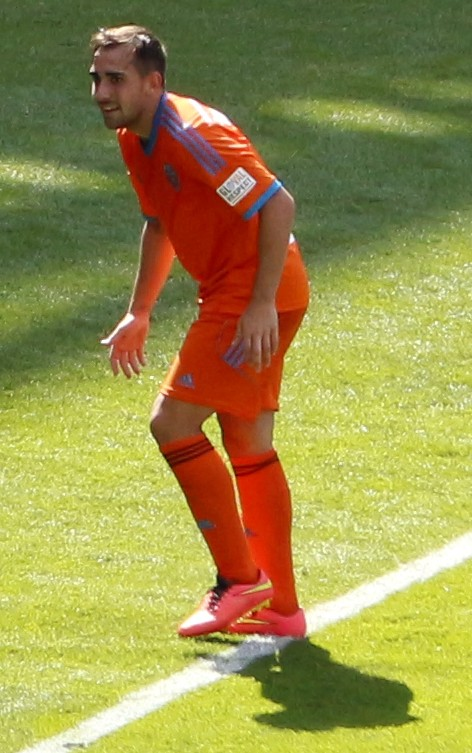
Paco Alcacer sous les couleurs de Valencia.

Pur produit du centre de formation du Valence CF, El canterano, qualifiant les joueurs formés au club Ché, fait ses débuts avec l'équipe réserve lors de la saison 2009-2010. Alors âgé de 16 ans, il inscrit trois buts en quinze matchs.
Le 11 novembre 2010, Paco Alcácer joue son premier match en équipe première, où il est titularisé contre l'UD Logroñés. Ce match de Coupe d'Espagne, se soldera par une victoire 4 à 1 de Valence.
Le 13 août 2011, il joue le trophée Naranja, organisé chaque année par son club. Lors de la confrontation face à l'AS Roma, il entre en jeu à la 83e minute du match et inscrit le troisième but valencian, scellant la victoire de son équipe 3 à 0. Son père âgé de 44 ans, et qui assistait au match, meurt d'un arrêt cardiaque peu après sa sortie du stade,.
Alors que le Barça lui fait des avances dans le cadre d'un prêt avec option d'achat, en plus du transfert de Jordi Alba, le Cantareno jure fidélité à son club formateur et dit non au grand FC Barcelone.
À la suite du départ d'Aritz Aduriz, le jeune valencian est pressenti comme étant le nouvel attaquant phare du club che, où son association avec Roberto Soldado promet de belles choses.

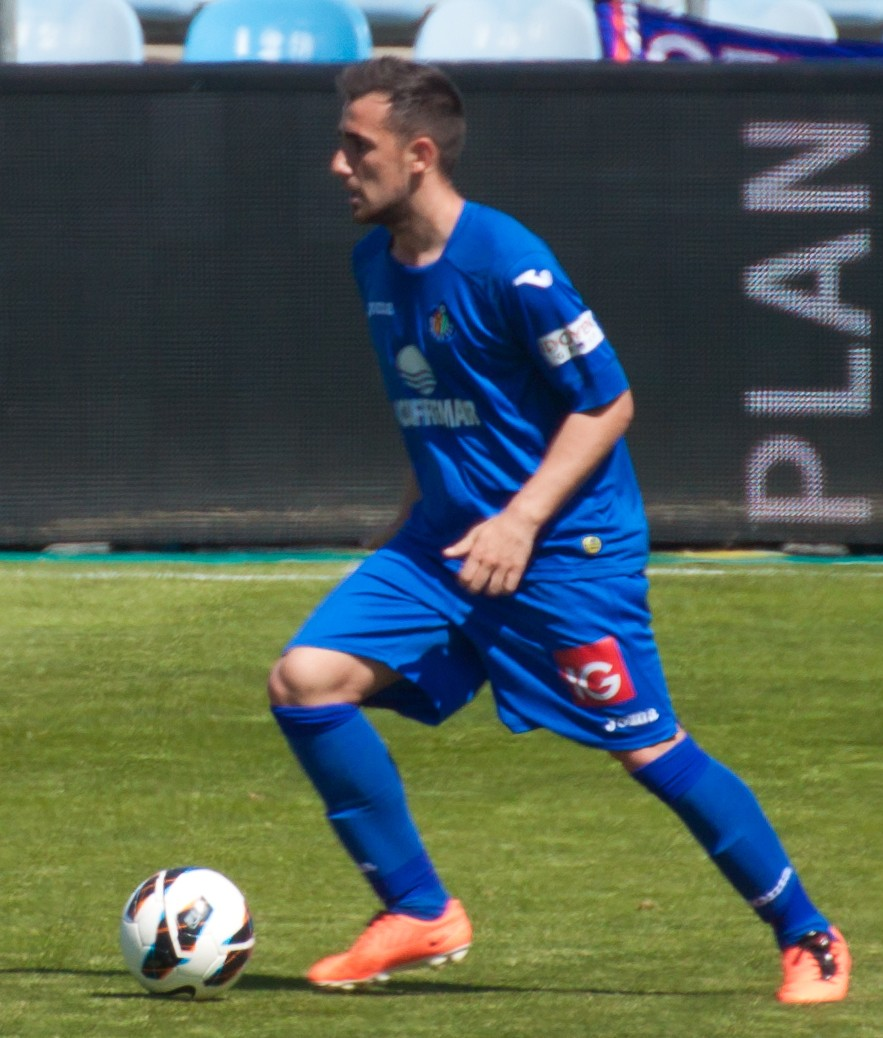
Paco Alcacer lors de son prêt a Getafe.

En août 2012, pour avoir plus de temps de jeu et d’expérience il est prêté une saison à Getafe CF. Il jouera 23 matchs et marquera 4 buts, il fera ensuite son retour a Valence.
Durant la saison 2013-2014, à la suite du départ de Roberto Soldado à Tottenham et au prêt du Portugais Hélder Postiga à la Lazio, il joue un rôle de plus en plus important au sein de l'équipe. Il finit la saison en tant que titulaire avec le nouvel entraîneur, Juan Antonio Pizzi, en inscrivant huit buts au total. Le 1er février 2014, lors de la 22e journée de Liga, il donne la victoire a son équipe en inscrivant le troisième but contre le FC Barcelone au Camp Nou (victoire 3 à 2 de Valence).
Le 10 avril 2014, Paco Alcácer réalise un triplé en quart de finale retour de Ligue Europa face au FC Bâle, et permet à Valence de s'imposer 5-0 (ap) et donc de se qualifier, alors que l'équipe suisse s'était imposée 3-0 à l'aller.
Durant le début de la saison 2014-2015, Paco Alcácer confirme. Son rendement est extrêmement prometteur et il s'impose comme le grand espoir de la sélection espagnole et le chouchou de Mestalla. Valence finit quatrième de la saison et se qualifie pour le barrage de la Ligue des champions.
La saison 2015-2016 sera plus décevante pour Valence CF, éliminé en phase de groupes de la Ligue des champions puis en huitième de finale de la Ligue Europa, en championnat le club finira 12e. Sur le plan personnel, Paco marque 15 buts lors de cette saison.

#### FC Barcelone
Le 30 août 2016, jour de son 23e anniversaire, Paco Alcácer signe un contrat de cinq ans avec le FC Barcelone. Le montant du transfert s'élève à 30 M€ plus 2 M€ de bonus selon le club,. Le Barça dit miser sur lui à long terme et que le jeune joueur « peut nous apporter beaucoup de choses, mais il doit apprendre des grands joueurs qui l’entoureront ici. Il aura le temps d’observer et de grandir. »
Alcácer vit un début de saison compliqué. Barré par un effectif fourni en attaque, il est peu titularisé et perd la confiance face au but. De nombreux médias font état d'un « flop » en raison de son manque d'efficacité et de sa maladresse,. Il doit attendre décembre pour marquer son premier but en Coupe du Roi face à Hércules. Le 4 février 2017, Alcácer ouvre son compteur en Liga contre l'Athletic Bilbao,. Le 26 avril 2017, il inscrit son premier doublé sous le maillot du Barça face au CA Osasuna (victoire du FC Barcelone 7-1).
Titularisé le 27 mai 2017 en finale de la Coupe d'Espagne 2016-2017 à la suite de la suspension de Luis Suárez, il marquera le troisième but pour le Barça qui s'imposera 3-1 face au Deportivo Alavés. Le 5 décembre 2017, il marque son premier but en Ligue des champions face au Sporting CP (victoire du FC Barcelone 2-0).
Revenant sur son passage au club, il en garde un souvenir amer, estimant que beaucoup de personnes ne lui ont pas témoigné de confiance.

#### Borussia Dortmund
Le 28 août 2018, Paco Alcácer est prêté au Borussia Dortmund avec une option d'achat de 23 millions d'euros. Il inscrit son premier but pour le Borussia dès son premier match, le 14 septembre 2018 face à l'Eintracht Francfort. Son équipe s'impose par trois buts à un ce jour-là
Le 6 octobre, Alcácer réalise un triplé en championnat alors qu'il est entré en jeu en seconde période et contribue à une victoire 4-3 sur le fil contre le FC Augsbourg.
Le 1er février 2019, le Borussia lève l'option d'achat d'Alcácer, qui s'engage définitivement pour cinq années supplémentaires.

#### Villarreal CF
Le 30 janvier 2020, Alcácer s’engage au Villarreal CF jusqu’en 2025 pour 23 millions d’euros, devenant la recrue la plus chère de l'histoire du club,.
Alcácer marque dès ses débuts le 2 février contre le CA Osasuna lors d'une victoire 3-1 à La Cerámica.

#### Sharjah FC
Le 17 août 2022, Paco Alcácer quitte le Villarreal CF pour s'engager en faveur du Sharjah FC.

#### Équipe nationale
En juillet 2011, Paco Alcácer remporte le Championnat d'Europe des moins de 19 ans avec l'Espagne. Durant cette compétition, il inscrit trois buts dont un doublé lors de la finale contre la République tchèque (victoire 3-2).
En juillet 2012, avec son coéquipier Juan Bernat, il remporte son deuxième Championnat d'Europe de football des moins de 19 ans, après de très belles prestations.
Le 4 septembre 2014, Paco Alcácer débute en équipe d'Espagne sous les ordres de Vicente del Bosque lors d'un match amical face à la France.
Le mardi 8 septembre 2014, Paco Alcácer dispute son premier match officiel avec l'équipe d'Espagne de football sous les ordres de Vicente del Bosque lors d'un match éliminatoire face à l'équipe de Macédoine de football pour l'Euro 2016 qui se disputera en France.

## Statistiques

### Statistiques détaillées
| Saison                | Club                     | Championnat           | Championnat | Championnat | Championnat | Coupe(s) nationale(s) | Coupe(s) nationale(s) | Coupe(s) nationale(s) | Supercoupe | Supercoupe | Supercoupe | Compétition(s) continentale(s) | Compétition(s) continentale(s) | Compétition(s) continentale(s) | Compétition(s) continentale(s) | Autres compétitions | Autres compétitions | Autres compétitions | Autres compétitions | Espagne | Espagne | Espagne | Total | Total | Total |
| Saison                | Club                     | Division              | M.          | B.          | P.d.        | M.                    | B.                    | P.d.                  | M.         | B.         | P.d.       | Comp.                          | M.                             | B.                             | P.d.                           | Comp.               | M.                  | B.                  | P.d.                | M.      | B.      | P.d.    | M.    | B.    | P.d.  |
| 2009-2010             | Valence CF B             | SB                    | 15          | 3           | -           | -                     | -                     | -                     | -          | -          | -          | -                              | -                              | -                              | -                              | -                   | -                   | -                   | -                   | -       | -       | -       | 15    | 3     | 0     |
| 2010-2011             | Valence CF B             | TD                    | 25          | 27          | -           | -                     | -                     | -                     | -          | -          | -          | -                              | -                              | -                              | -                              | BR                  | 2                   | 1                   | -                   | -       | -       | -       | 27    | 28    | 0     |
| 2011-2012             | Valence CF B             | SB                    | 24          | 12          | -           | -                     | -                     | -                     | -          | -          | -          | -                              | -                              | -                              | -                              | -                   | -                   | -                   | -                   | -       | -       | -       | 24    | 12    | 0     |
| Sous-total            | Sous-total               | Sous-total            | 64          | 42          | -           | -                     | -                     | -                     | -          | -          | -          | -                              | -                              | -                              | -                              | -                   | 2                   | 1                   | -                   | -       | -       | -       | 66    | 43    | 0     |
| 2010-2011             | Valence CF               | LG                    | -           | -           | -           | 1                     | 0                     | 0                     | -          | -          | -          | -                              | -                              | -                              | -                              | -                   | -                   | -                   | -                   | -       | -       | -       | 1     | 0     | 0     |
| 2011-2012             | Valence CF               | LG                    | 3           | 0           | 0           | -                     | -                     | -                     | -          | -          | -          | -                              | -                              | -                              | -                              | -                   | -                   | -                   | -                   | -       | -       | -       | 3     | 0     | 0     |
| 2013-2014             | Valence CF               | LG                    | 23          | 6           | 2           | 3                     | 1                     | 0                     | -          | -          | -          | C3                             | 11                             | 7                              | 1                              | -                   | -                   | -                   | -                   | -       | -       | -       | 37    | 14    | 3     |
| 2014-2015             | Valence CF               | LG                    | 32          | 11          | 5           | 4                     | 3                     | 0                     | -          | -          | -          | -                              | -                              | -                              | -                              | -                   | -                   | -                   | -                   | 6       | 4       | 1       | 42    | 18    | 6     |
| 2015-2016             | Valence CF               | LG                    | 34          | 13          | 6           | 3                     | 2                     | 1                     | -          | -          | -          | C1+C3                          | 7+2                            | 0                              | 0                              | -                   | -                   | -                   | -                   | 7       | 2       | 0       | 53    | 17    | 7     |
| 2016-2017             | Valence CF               | LG                    | 1           | 0           | 0           | -                     | -                     | -                     | -          | -          | -          | -                              | -                              | -                              | -                              | -                   | -                   | -                   | -                   | -       | -       | -       | 1     | 0     | 0     |
| Sous-total            | Sous-total               | Sous-total            | 93          | 30          | 13          | 11                    | 6                     | 1                     | -          | -          | -          | -                              | 20                             | 7                              | 1                              | -                   | -                   | -                   | -                   | 13      | 6       | 1       | 137   | 49    | 16    |
| 2012-2013             | Getafe CF (prêt)         | LG                    | 20          | 3           | 1           | 3                     | 1                     | 0                     | -          | -          | -          | -                              | -                              | -                              | -                              | -                   | -                   | -                   | -                   | -       | -       | -       | 23    | 4     | 1     |
| Sous-total            | Sous-total               | Sous-total            | 20          | 3           | 1           | 3                     | 1                     | 0                     | -          | -          | -          | -                              | -                              | -                              | -                              | -                   | -                   | -                   | -                   | -       | -       | -       | 23    | 4     | 1     |
| 2016-2017             | FC Barcelone             | LG                    | 20          | 6           | 3           | 4                     | 2                     | 0                     | -          | -          | -          | C1                             | 3                              | 0                              | 1                              | -                   | -                   | -                   | -                   | -       | -       | -       | 27    | 8     | 4     |
| 2017-2018             | FC Barcelone             | LG                    | 17          | 4           | 3           | 3                     | 2                     | 0                     | 1          | 0          | 0          | C1                             | 2                              | 1                              | 0                              | -                   | -                   | -                   | -                   | -       | -       | -       | 23    | 7     | 3     |
| Sous-total            | Sous-total               | Sous-total            | 37          | 10          | 6           | 7                     | 4                     | 0                     | 1          | 0          | 0          | -                              | 5                              | 1                              | 1                              | -                   | -                   | -                   | -                   | -       | -       | -       | 50    | 15    | 7     |
| 2018-2019             | Borussia Dortmund (prêt) | BD                    | 14          | 12          | 0           | -                     | -                     | -                     | -          | -          | -          | C1                             | 4                              | 1                              | 1                              | -                   | -                   | -                   | -                   | 2       | 3       | 0       | 20    | 16    | 1     |
| 2018-2019             | Borussia Dortmund        | BD                    | 12          | 6           | 0           | 1                     | 0                     | 1                     | -          | -          | -          | C1                             | 1                              | 0                              | 0                              | -                   | -                   | -                   | -                   | 0       | 0       | 0       | 14    | 6     | 1     |
| 2019-2020             | Borussia Dortmund        | BD                    | 11          | 5           | 1           | 1                     | 1                     | 0                     | 1          | 1          | 0          | C1                             | 2                              | 0                              | 1                              | -                   | -                   | -                   | -                   | 4       | 3       | 1       | 19    | 10    | 3     |
| Sous-total            | Sous-total               | Sous-total            | 37          | 23          | 1           | 2                     | 1                     | 1                     | 1          | 1          | 0          | -                              | 7                              | 1                              | 2                              | -                   | -                   | -                   | -                   | 6       | 6       | 1       | 53    | 32    | 5     |
| 2019-2020             | Villarreal CF            | LG                    | 13          | 4           | 1           | 1                     | 0                     | 0                     | -          | -          | -          | -                              | -                              | -                              | -                              | -                   | -                   | -                   | -                   | -       | -       | -       | 14    | 4     | 1     |
| 2020-2021             | Villarreal CF            | LG                    | 27          | 6           | 4           | 2                     | 0                     | 0                     | -          | -          | -          | C3                             | 10                             | 6                              | 1                              | -                   | -                   | -                   | -                   | -       | -       | -       | 39    | 12    | 5     |
| 2021-2022             | Villarreal CF            | LG                    | 18          | 1           | 3           | 2                     | 3                     | 1                     | -          | -          | -          | C1                             | 3                              | 1                              | 0                              | -                   | -                   | -                   | -                   | -       | -       | -       | 23    | 5     | 4     |
| Sous-total            | Sous-total               | Sous-total            | 58          | 11          | 8           | 5                     | 3                     | 1                     | -          | -          | -          | -                              | 13                             | 7                              | 1                              | -                   | -                   | -                   | -                   | -       | -       | -       | 76    | 21    | 10    |
| 2022-2023             | Sharjah FC (prêt)        | Pro League            | 25          | 8           | 9           | 7                     | 1                     | 1                     | 1          | 0          | 0          | -                              | -                              | -                              | -                              | -                   | -                   | -                   | -                   | -       | -       | -       | 33    | 9     | 10    |
| Sous-total            | Sous-total               | Sous-total            | 25          | 8           | 9           | 7                     | 1                     | 1                     | 1          | 0          | 0          | -                              | 0                              | 0                              | 0                              | -                   | 0                   | 0                   | 0                   | 0       | 0       | 0       | 33    | 9     | 10    |
| Total sur la carrière | Total sur la carrière    | Total sur la carrière | 309         | 119         | 29          | 29                    | 15                    | 3                     | 2          | 1          | 0          | -                              | 45                             | 16                             | 5                              | -                   | 2                   | 1                   | -                   | 19      | 12      | 2       | 406   | 164   | 39    |

### Buts internationaux
| Buts en sélection de Paco Alcácer | Buts en sélection de Paco Alcácer | Buts en sélection de Paco Alcácer                | Buts en sélection de Paco Alcácer | Buts en sélection de Paco Alcácer | Buts en sélection de Paco Alcácer | Buts en sélection de Paco Alcácer |
|                                   | Date                              | Lieu                                             | Adversaire                        | Score                             | Résultats                         | Compétitions                      |
| --------------------------------- | --------------------------------- | ------------------------------------------------ | --------------------------------- | --------------------------------- | --------------------------------- | --------------------------------- |
| 1                                 | 8 septembre 2014                  | Stade Ciutat de València, Valence, Espagne       | Macédoine du Nord                 | 2-0                               | 5-1                               | Éliminatoires Euro 2016           |
| 2                                 | 9 octobre 2014                    | Stade Pod Dubňom, Žilina, Slovaquie              | Slovaquie                         | 1-1                               | 2-1                               | Éliminatoires Euro 2016           |
| 3                                 | 12 octobre 2014                   | Stade Josy Barthel, Luxembourg-ville, Luxembourg | Luxembourg                        | 0-2                               | 0-4                               | Éliminatoires Euro 2016           |
| 4                                 | 11 juin 2015                      | Estadio Municipal Reino de León, León, Espagne   | Costa Rica                        | 1-1                               | 2-1                               | Match amical                      |
| 5                                 | 9 octobre 2015                    | Estadio Las Gaunas, Logroño, Espagne             | Luxembourg                        | 2-0                               | 4-0                               | Éliminatoires Euro 2016           |
| 6                                 | 9 octobre 2015                    | Estadio Las Gaunas, Logroño, Espagne             | Luxembourg                        | 3-0                               | 4-0                               | Éliminatoires Euro 2016           |
| 7                                 | 11 octobre 2018                   | Millennium Stadium, Cardiff, Pays-de-Galles      | Pays de Galles                    | 1-0                               | 4-1                               | Match amical                      |
| 8                                 | 11 octobre 2018                   | Millennium Stadium, Cardiff, Pays-de-Galles      | Pays de Galles                    | 3-0                               | 4-1                               | Match amical                      |
| 9                                 | 15 novembre 2018                  | Stade Benito-Villamarín, Séville, Espagne        | Angleterre                        | 1-3                               | 2-3                               | Ligue des nations 2018-2019       |

## Palmarès

### En club
FC Barcelone
- Liga
  - Champion : 2018
- Coupe d'Espagne
  - Vainqueur : 2017 et 2018

 Borussia Dortmund
- Bundesliga
  - Vice-champion : 2019
- Supercoupe d'Allemagne
  - Vainqueur : 2019

 Villarreal CF
- Ligue Europa
  - Vainqueur: 2021
- Supercoupe de l'UEFA
  - Finaliste: 2021

### En sélection nationale
- Espagne - 19 ans
  - Champion d'Europe des moins de 19 ans en 2011 et 2012.